# Jean Asselbergs
Pour les articles homonymes, voir Asselbergs.
Jean Asselbergs, né le 24 février 1928 à Roubaix et mort le 18 février 2015 à Nice,, est un sculpteur et médailleur français.

## Biographie
Jean Asselbergs étudie à l'École municipale de dessin puis à l'École nationale des arts décoratifs de Nice (aujourd'hui à la villa Arson) de 1944 à 1947, puis à l'École nationale supérieure des beaux-arts de Paris de 1947 à 1960. Étudiant en gravure en médaille et en pierres fines, il a pour maîtres Raymond Corbin et Henri Dropsy.
Après avoir obtenu une bourse de voyage en Grèce, il est boursier à la Casa de Velázquez à Madrid de 1958 à 1959, puis est pensionnaire à la villa Médicis de 1961 à 1964.
Il est professeur à l'École nationale supérieure des beaux-arts de Paris en 1978.

## Récompenses
- Premier second grand prix de Rome en gravure de médaille et pierre fine en 1954.
- Premier grand prix de Rome en gravure de médaille et pierre fine le 23 juin 1960 pour la médaille La Belle et la Bête[3]